# Gastrotheca chrysosticta
Gastrotheca chrysosticta é uma espécie de anfíbio da família Hemiphractidae.
Pode ser encontrada nos seguintes países: Argentina e Bolívia.
Os seus habitats naturais são: florestas subtropicais ou tropicais húmidas de baixa altitude.
Está ameaçada por perda de habitat.